# XIV з'їзд ВКП(б)
Чотирнадцятий з'їзд Всесоюзної комуністичної партії (більшовиків), відбувся з 18 по 31 грудня 1925 року в Москві.
Були присутні 665 делегатів з вирішальним голосом і 641 — з дорадчим, що представляли 643 тис. членів партії і 445 тис. кандидатів.

## Порядок денний
- Політичний звіт ЦК (Йосип Сталін);
- Організаційний звіт ЦК (В'ячеслав Молотов);
- Звіт Ревізійної комісії (Дмитро Курський);
- Звіт Центральної контрольної комісії (Валеріан Куйбишев);
- Звіт представництва РКП (б) у Виконкомі Комінтерну (Григорій Зінов'єв);
- Звіт про роботу профспілок (Михайло Томський);
- Звіт про роботу комсомолу (Микола Бухарін);
- Звіт про зміну партійного Статуту (Андрій Андрєєв);
- Звіт про вибори.

На одному із засідань з'їзду було заслухано інформаційну доповідь Георгія Чичеріна про міжнародне становище і радянську зовнішню політику.

## Події
Підготовка і проведення з'їзду проходили у гострій боротьбі з «новою опозицією», що виступала проти курсу партії на здійснення ленінського плану будівництва соціалізму в СРСР, ревізувати політичну лінію ЦК з троцькістських позицій. Лідери «нової опозиції» Зінов'єв і Каменєв вирішили перетворити ленінградську партійну організацію в опорний пункт для боротьби проти ЦК. За допомогою обману і грубого порушення внутріпартійної демократії вони домоглися того, що до складу делегатів на з'їзд від ленінградської організації потрапили тільки їх однодумці. Вимушені рахуватися з переважною більшістю ленінградських комуністів, що стояли на позиціях довіри ЦК РКП (б), лідери «нової опозиції» приховували свій перехід на позиції троцькізму. У політичному звіті ЦК викладалася його лінія з корінних питань соціалістичного будівництва. У доповіді підкреслювалося, що у відносинах між Радянською країною і капіталістичними державами встановилася рівновага сил, в основі якої лежали внутрішня слабкість світового капіталізму і зростання революційного руху в усьому світі.

## На з'їзді обрано
- Центральний Комітет: 63 член, 43 кандидати в члени ЦК
- Центральна ревізійна комісія: 7 членів
- Центральна контрольна комісія: 163 члени

### Персональний склад членів Центрального КомітетуВКП(б), обраний з'їздом
1. Андреєв Андрій Андрійович
2. Антипов Микола Кирилович
3. Артюхіна Олександра Василівна
4. Бадаєв Олексій Єгорович
5. Бауман Карл Янович
6. Бубнов Андрій Сергійович
7. Бухарін Микола Іванович
8. Ворошилов Климент Єфремович
9. Дзержинський Фелікс Едмундович
10. Догадов Олександр Іванович
11. Євдокимов Григорій Єремійович
12. Жуков Іван Павлович
13. Зеленський Ісаак Абрамович
14. Зінов'єв Григорій Овсійович
15. Кабаков Іван Дмитрович
16. Каганович Лазар Мойсейович
17. Калінін Михайло Іванович
18. Каменєв Лев Борисович
19. Квірінг Еммануїл Йонович
20. Кіркіж Купріян Осипович
21. Кіров Сергій Миронович
22. Колотилов Микола Миколайович
23. Комаров Микола Павлович
24. Косіор Станіслав Вікентійович
25. Котов Василь Опанасович
26. Красін Леонід Борисович
27. Кржижановський Гліб Максиміліанович
28. Кубяк Микола Опанасович
29. Куликов Єгор Федорович
30. Лепсе Іван Іванович
31. Лобов Семен Семенович
32. Мануїльський Дмитро Захарович
33. Медведєв Олексій Васильович
34. Михайлов Василь Михайлович
35. Мікоян Анастас Іванович
36. Молотов В'ячеслав Михайлович
37. Орджонікідзе Григорій Костянтинович
38. Петровський Григорій Іванович
39. П'ятаков Георгій Леонідович
40. Радченко Андрій Федорович
41. Раковський Христіан Георгійович
42. Риков Олексій Іванович
43. Рудзутак Ян Ернестович
44. Румянцев Іван Петрович
45. Рухимович Мойсей Львович
46. Скворцов-Степанов Іван Іванович
47. Смілга Івар Тенісович
48. Смирнов Олександр Петрович
49. Сокольников Григорій Якович
50. Сталін Йосип Віссаріонович
51. Сулімов Данило Єгорович
52. Толоконцев Олександр Федорович
53. Томський Михайло Павлович
54. Троцький Лев Давидович
55. Угланов Микола Олександрович
56. Уханов Костянтин Васильович
57. Цюрупа Олександр Дмитрович
58. Чичерін Георгій Васильович
59. Чубар Влас Якович
60. Чудов Михайло Семенович
61. Шварц Ісаак Ізраїлевич
62. Шверник Микола Михайлович
63. Шмідт Василь Володимирович

Персональний склад кандидатів у члени Центрального Комітету ВКП(б), обраний з'їздом:
1. Авдєєв Іван Ананійович
2. Варейкіс Йосип Михайлович
3. Гамарник Ян Борисович
4. Гей Костянтин Веніамінович
5. Голощокін Пилип Ісайович
6. Ейхе Роберт Індрикович
7. Жданов Андрій Олександрович
8. Іванов Володимир Іванович
9. Ікрамов Акмаль Ікрамович
10. Калигіна Ганна Степанівна
11. Камінський Григорій Наумович
12. Кисельов Олексій Семенович
13. Клименко Іван Євдокимович
14. Кодацький Іван Федорович
15. Кондратьєв Тарас Кіндратович
16. Косіор Йосип Вікентійович
17. Криницький Олександр Іванович
18. Лашевич Михайло Михайлович
19. Ломінадзе Віссаріон Віссаріонович
20. Ломов (Оппоков) Георгій Іполитович
21. Лукашин Сергій Лук'янович
22. Любимов Ісидор Євстигнійович
23. Марков Олександр Трохимович
24. Матвєєв Дмитро Гнатович
25. Мельничанський Григорій Натанович
26. Москвін Іван Михайлович
27. Мусабеков Газанфар Махмуд-огли
28. Ніколаєва Клавдія Іванівна
29. Носов Іван Петрович
30. Осінський Н. (Оболенський Валеріан Валеріанович)
31. Орахелашвілі Іван Дмитрович
32. Постишев Павло Петрович
33. Риндін Кузьма Васильович
34. Румянцев Костянтин Андрійович
35. Семенов Борис Олександрович
36. Серебровський Олександр Павлович
37. Сирцов Сергій Іванович
38. Скрипник Микола Олексійович
39. Стрієвський Костянтин Костянтинович
40. Угаров Федір Якович
41. Уншліхт Йосип Станіславович
42. Уриваєв Михайло Єгорович
43. Чаплін Микола Павлович

Персональний склад членів Центральної Ревізійної Комісії ВКП(б), обраний з'їздом:
1. Асаткін-Владимирський Олександр Миколайович
2. Кнорін Вільгельм Георгійович
3. Курський Дмитро Іванович
4. Магідов Борис Йосипович
5. Степанов Сергій Іванович
6. Хатаєвич Мендель Маркович
7. Ціхон Антон Михайлович

Персональний склад членів Центральної контрольної комісії ВКП(б), обраний з'їздом:
1. Абель Ян Карлович (Воронеж)
2. Авдєєв Петро Миколайович
3. Амосов Павло Никанорович
4. Антонов Петро Григорович (Урал)
5. Бабушкін Олександр Васильович (Північний Кавказ)
6. Бакаєв Іван Петрович (Ленінград)
7. Баташов Павло Васильович (Урал)
8. Бауер Яків Янович (Самара)
9. Березний Спиридон Карлович (Україна)
10. Бєлова Ольга Олексіївна (Іваново-Вознесенськ)
11. Бібіков Семен Іванович (Сибір)
12. Біяков Панас Трохимович (Сибір)
13. Бор'ян Баграт Артемович
14. Бочкарьов Федір Романович (Вотська область)
15. Булін Антон Степанович
16. Бунгш Ян Крішевич
17. Буссе Крістап Юргенович (Нижній Новгород)
18. Бушуєв Павло Іванович (Твер)
19. Васильєв Микита Трохимович (Україна)
20. Васильєва Ганна Павлівна
21. Вейнберг Гаврило Давидович
22. Вишнякова Параскевія Іванівна (Північний Кавказ)
23. Вікснін Сіман Оттович
24. Владимирський Михайло Федорович
25. Герасимов Олексій Григорович
26. Голиков Іван Дмитрович (Сталінград)
27. Гольцман Абрам Зиновійович
28. Гончарова Марія Петрівна (Твер)
29. Горчаєв Михайло Дмитрович (Ульяновськ)
30. Горьков Дмитро Панасович
31. Горюнов Василь Євстахійович (Урал)
32. Григоренко К.В. (Україна)
33. Григор'єв Василь Миколайович (Тула)
34. Грузель Вацлав Петрович
35. Гусєв Сергій Іванович
36. Гуськов Ілля Миколайович
37. Давидов Микола Михайлович (Урал)
38. Дзяугіс Михайло Мартинович (Брянськ)
39. Дірік Крістап Янович (Крим)
40. Долідзе Андрій Гігойович (Закавказзя)
41. Дьомкін Василь Стефанович (Орел)
42. Ефендієв Султан-Меджид Меджид огли (Закавказзя)
43. Євдокимов Денис Васильович (Північний Кавказ)
44. Єлагін Тихон Ілліч (Північний Кавказ)
45. Єнукідзе Авель Сафронович
46. Єршов Петро Іванович (Урал)
47. Загребельний Марко Нестерович (Україна)
48. Землячка Розалія Самійлівна
49. Ільїн Никифор Ілліч
50. Калашников Василь Степанович (Сибір)
51. Караваєв Петро Миколайович
52. Кінешемцев Іван Олександрович (Кострома)
53. Клинов Яків Ілліч (Ленінград)
54. Клуціс Карл Індрикович (Нижній Новгород)
55. Коковихін Михайло Миколайович (Урал)
56. Комісаров Сергій Іванович (Північний Кавказ)
57. Коненков Азарій Хомич (Смоленськ)
58. Конотопов Юхим Матвійович (Архангельськ)
59. Коростельов Георгій Олексійович (Москва)
60. Коротков Іван Іванович
61. Корявченков Микола Іванович (Брянськ)
62. Косарєв Володимир Михайлович
63. Коссов Антон Архипович (Білорусія)
64. Кривов Тимофій Степанович
65. Крумін Микола Петрович
66. Крупська Надія Костянтинівна
67. Кубицький Йонас Йонович (Москва)
68. Кудряшов Костянтин Михайлович (Тамбов)
69. Куйбишев Валеріан Володимирович
70. Кулієв Кари Кулійович (Туркменістан)
71. Курпебаєв Джунус Курпебайович (Казахстан)
72. Кучменко Микола Осипович
73. Ладошин Георгій Іванович (Москва)
74. Ларін Віталій Пилипович
75. Лебедєв Олександр Васильович (Урал)
76. Лебедєв Максим Абрамович (Ярославль)
77. Лебідь Дмитро Захарович
78. Ленгнік Фрідріх Вільгельмович
79. Лисицин Микола Васильович
80. Ліздінь Георгій Янович (Ленінград)
81. Локацков Михайло Павлович
82. Мавлянбеков Ахметбек Маткулович (Узбекистан)
83. Мальцев Петро Іванович (Україна)
84. Манжара Дмитро Іванович
85. Мартикян Сергій Миколайович (Закавказзя)
86. Маслюк Василь Леонтійович (Північний Кавказ)
87. Медведєв Тимофій Іванович (Москва)
88. Медова Марія Сергіївна (Москва)
89. Мещеряков Володимир Миколайович
90. Митрофанов Олексій Христофорович
91. Мільчаков Олександр Іванович
92. Мілютин Володимир Павлович
93. Мінін О.М. (Псков)
94. Мінков Ісаак Ілліч
95. Мокеєв Михайло Петрович (Ташкент)
96. Морозов Дмитро Георгійович (Іваново-Вознесенськ)
97. Морозов Іван Титович (Казахстан)
98. Москальов Олексій Михайлович (Україна)
99. Муралов Микола Іванович
100. Муранов Матвій Костянтинович
101. Мчедлішвілі Іван Г. (Закавказзя)
102. Назаретян Амаяк Маркарович (Закавказзя)
103. Никаноров Антон Пилипович (Брянськ)
104. Нікітін Іларіон Михайлович (Закавказзя)
105. Ніколаєв Костянтин Михайлович
106. Новиков Микола Фролович (Татарська область)
107. Новосьолов Степан Андрійович
108. Осьмов Микола Михайлович
109. Отурін Іван Петрович (Вологда)
110. Панов Микола Федорович
111. Пастухов Михайло Дмитрович
112. Петерс Яків Христофорович
113. Петерсон Альвіна Августівна (Ленінград)
114. Плешаков Михайло Георгійович (Закавказзя)
115. Подвойський Микола Ілліч
116. Позерн Борис Павлович
117. Покко Сильвестр Іванович (Україна)
118. Правдін Олександр Георгійович
119. Прохоров Роман Улянович (Україна)
120. П'ятницький Йосип Аронович
121. Радус-Зенькович Віктор Олексійович (Білорусія)
122. Разумов М.К. (Саратов)
123. Расолов Юхим Іванович (Україна)
124. Растопчин Микола Петрович
125. Рейнвальд Густав Оттович (Ленінград)
126. Розіт Давид Петрович
127. Розмирович Олена Федорівна
128. Ройзенман Борис Онисимович
129. Сафронов Микола Дмитрович (Тула)
130. Сахарова Параскевія Федорівна
131. Семков Семен Мойсейович
132. Сергушов Михайло Сергійович
133. Скобенников Олексій Іванович
134. Смідович Софія Миколаївна
135. Смородін Іван Трохимович (Далекий Схід)
136. Соболєв Сергій Михайлович
137. Сойфер Яків Григорович (Москва)
138. Соловйов Костянтин Степанович (Ленінград)
139. Сольц Арон Олександрович
140. Старостін Петро Іванович (Москва)
141. Стен Ян Ернестович
142. Стецький Олексій Іванович
143. Студитов-Парфенов Петро Іванович (Курськ)
144. Стуруа Іван Федорович
145. Тальберг Петро Янович (Ленінград)
146. Терехов Роман Якович (Україна)
147. Троїцький Олександр Якович
148. Трутнєв Іван Олександрович (Україна)
149. Ульянова Марія Іллівна
150. Феткевич Йосип Едуардович (Москва)
151. Фігатнер Юрій Петрович
152. Філлер Самуїл Йонович
153. Хабібулла Ісмаїл (Закавказзя)
154. Чуцкаєв Сергій Єгорович
155. Шелухін Іван Панасович (Орел)
156. Шкірич Микола Романович (Білорусія)
157. Шкірятов Матвій Федорович
158. Шкловський Григорій Львович
159. Шотман Олександр Васильович
160. Юрцен Михайло Іванович (Башкирія)
161. Яковлєв Яків Аркадійович
162. Янсон Микола Михайлович
163. Ярославський Омелян Михайлович